# هنری چهارم، قسمت ۱
هنری چهارم، قسمت ۱ (انگلیسی: Henry IV, Part 1) یک نمایش تاریخی اثر ویلیام شکسپیر است. این نمایشنامه بخشی از سلطنت پادشاه انگلستان هنری چهارم را نمایش می‌دهد، که با نبرد تپه هومیلدون در اواخر سال ۱۴۰۲ میلادی آغاز شد و با پیروزی شاه هنری در نبرد شروزبری در اواسط سال ۱۴۰۳ به پایان رسید.